# Metopomyza griffithsi
Metopomyza griffithsi är en tvåvingeart som beskrevs av Sehgal 1971. Metopomyza griffithsi ingår i släktet Metopomyza och familjen minerarflugor. Inga underarter finns listade i Catalogue of Life.